# Mario Perazzolo
Mario Perazzolo (* 7. Juni 1911 in Padua, Italien; † 1. August 2001 ebenda) war ein italienischer Fußballspieler und -trainer.

## Karriere
Mario Perazzolo begann seine Karriere als Halbstürmer in seiner Heimatstadt bei Calcio Padova. Nach fünf Jahren in Serie A und B mit Padua, wechselte Perazzolo 1933 zum AC Florenz. Von 1936 bis 1942 spielte er für den CFC Genua, wo er meist als Mittel- oder Außenläufer eingesetzt wurde und 1936/37 mit dem Gewinn der Coppa Italia seinen einzigen großen Erfolg auf Vereinsebene feiern konnte.
Im Jahr 1936 debütierte Perazzolo unter Vittorio Pozzo beim 2:2 gegen Deutschland in der Nationalmannschaft. 1938 gehörte er zum Kader der Italiener für die Weltmeisterschaft in Frankreich, die ihren 1934 errungenen Titel erfolgreich verteidigen konnten. Mario Perazzolo wurde bei diesem Turnier jedoch nicht eingesetzt, da Trainer Pozzo auf seiner Position Pietro Serantoni vertraute.
Zwischen 1942 und 1948 lief Perazzolo für Brescia Calcio auf, nach der Saison 1949/50, die er bei der US Siracusa in der Serie B verbrachte, beendete er seine Spielerlaufbahn. Danach arbeitete er als Trainer unter anderem für Brescia Calcio, die US Triestina, die US Siracusa und Taranto Sport.

## Erfolge
- Coppa Italia: 1936/37
- Weltmeister: 1938